# Wzmacniacz smaku

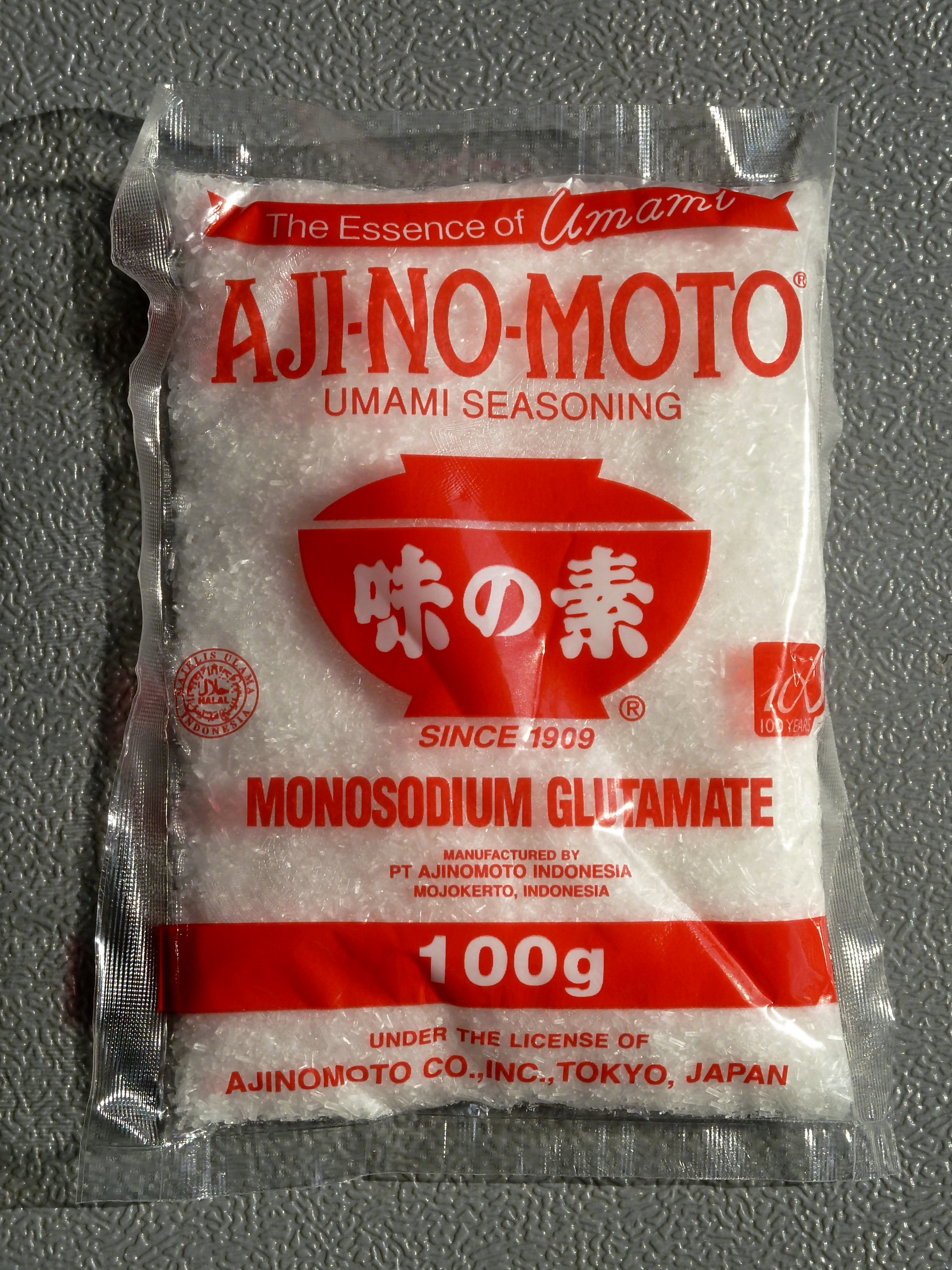
Wzmacniacz smaku (glutaminian sodu) w handlu

Wzmacniacz smaku – substancja nieposiadająca własnego wyraźnego smaku, ale dysponująca zdolnością intensyfikowania smaku innych produktów żywnościowych, do których jest dodana. 
Większość ze wzmacniaczy smaku to nośniki smaku umami. Do najpopularniejszych z nich należą:
- uzyskiwane syntetycznie: guanylan disodowy, rybonukleotyd disodowy, inozynian disodowy[2], glutaminian sodu, nukleotydy i taumatyna[1],
- naturalne: ekstrakty drożdżowe, hydrolizat białkowy[2].

Wzmacniacze smaku są powszechnie stosowane jako dodatki do żywności wytwarzanej przemysłowo. Substancje te dodawane są do żywności celem wzmocnienia lub przedłużenia smaku surowca podstawowego, który zaniknął lub osłabł podczas obróbki termicznej i innych procesów technologicznych intensywnie przekształcających poszczególne składniki (np. mięso oddzielane mechanicznie).